# 直列2気筒
直列2気筒（ちょくれつ2きとう、英: straight-twin engineあるいはinline-twinあるいはvertical-twin）とは、レシプロエンジン等のシリンダー配置形式の1つで、2本のシリンダーが1本のクランクシャフトを共有して1列に並んでいる形式のことである。オートバイでは進行方向に対してシリンダーを横並びに配置する場合（横置き直列2気筒）が多く、その見た目から並列2気筒（英: parallel-twin）と呼ぶことがある。

## 解説

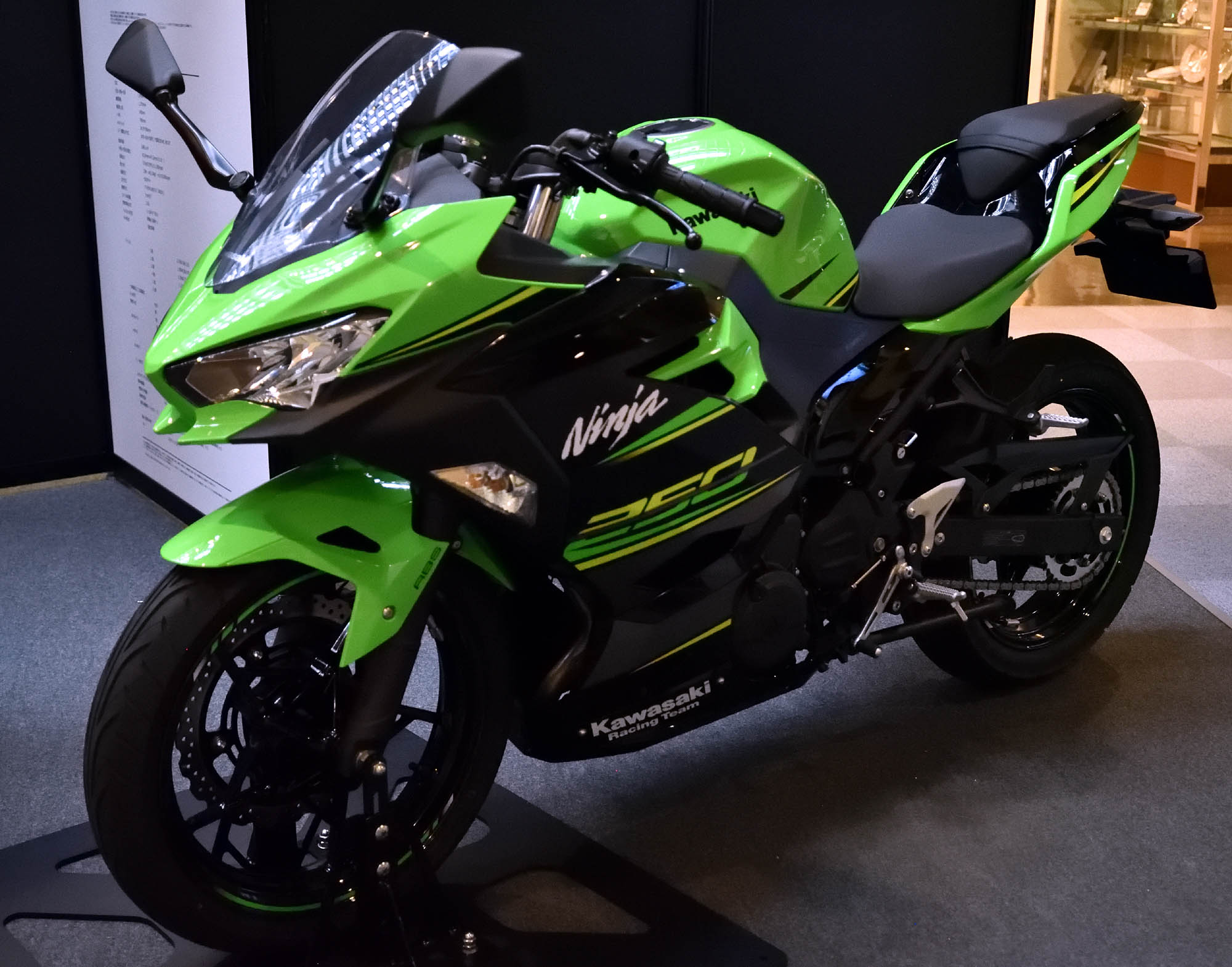
カワサキ・ニンジャ250

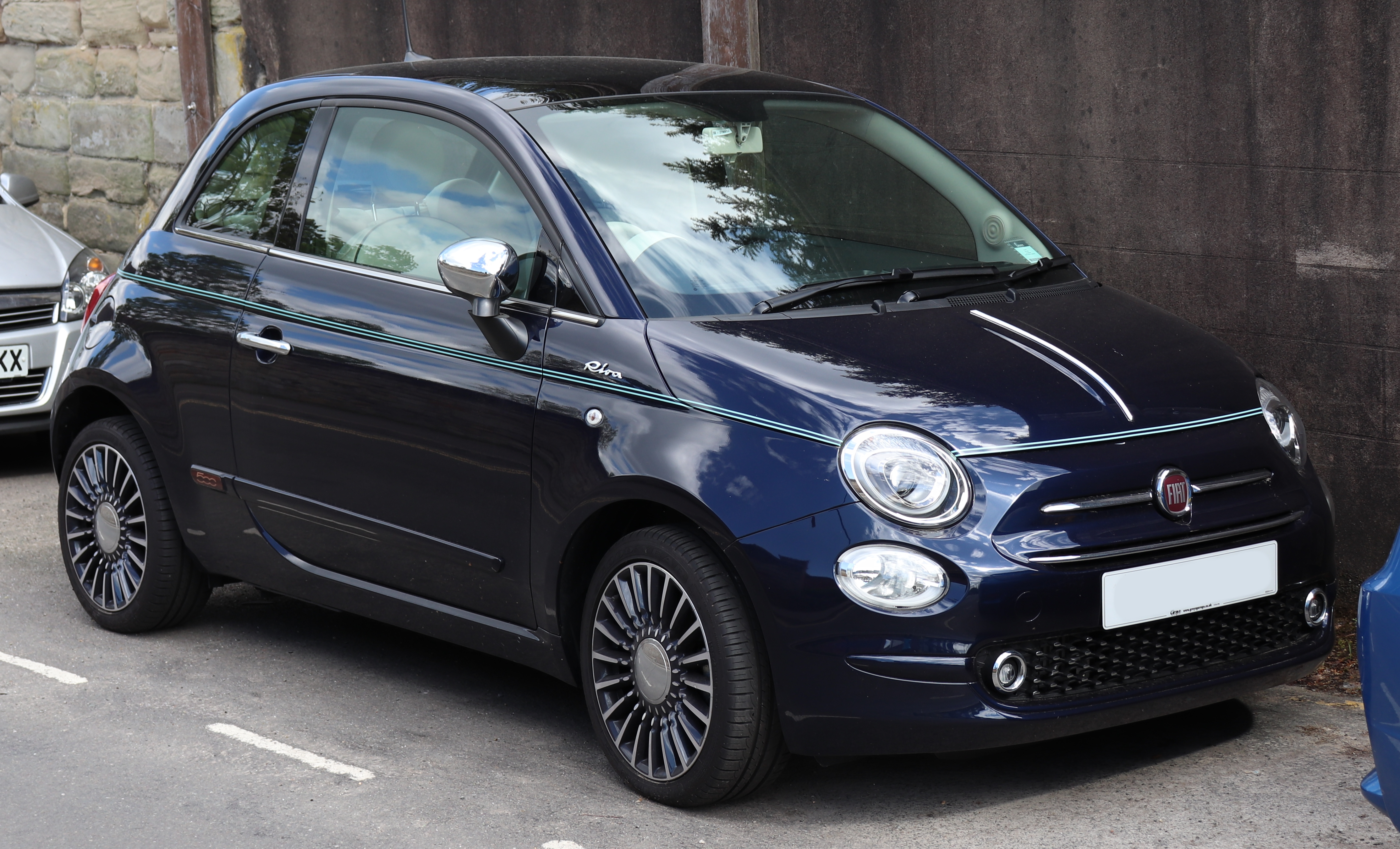
フィアット・500 ツインエア

### オートバイ
オートバイでは1980年代以降250cc以上の主流が四気筒やV型エンジンに移行したため、採用車両は減少していた。しかし、四気筒やV型に比して車体レイアウトの自由度、コスト面で有利であることから、2010年以降では中 - 大排気量車でも再び多く採用されるようになった。

### 自動車
自動車用としては、最小のエンジンレイアウトである。自動車が発展途上であった時期の各国の小排気量車や日本の軽自動車用に広く用いられた時期があったが、少気筒ゆえの振動が最も激しく、扱いづらいトルク特性になりやすかったため、自動車用としては今ひとつな部分があった。1970年代にダイハツがシャレードで4ストロークの直列3気筒を実現すると、3気筒が軽・小型車に普及するようになり、加えて1990年の軽自動車規格の排気量拡大が決定打となって2気筒は（一旦）絶滅した。
その後2009年の東京モーターショーにてダイハツ工業が2気筒の軽自動車専用直噴ターボエンジンを発表。2010年にはフィアット500にダウンサイジングコンセプトの下に開発された「ツインエア」が量産化された。2015年にはスズキがセレリオのAセグメント車専用直噴ディーゼルエンジンに採用されたが、2021年のモデルチェンジを機に3気筒のガソリンエンジン化が行われると、再び新車で2気筒を採用する車種はフィアットの500（「ツインエア」系のみ）とパンダ（全車）に見られるのみとなった。
近年の環境意識の高まりにより少気筒による熱効率の高さ、および熱損傷率の低さなどの観点から、省燃費なエンジンとして見直されつつある。

## クランク位相

4ストローク・直列2気筒エンジンの位相の動画。右3つ。それぞれ360度、180度、270度。

直列2気筒エンジンは、クランクの位相によって大きくエンジンの特性が変わるため、クランクの位相角も並べて語られることが多い。
特性が異なるので、こだわりを持ったユーザのために、同一エンジンや同一車種でありながらあえてクランク位相の異なるものを区別して販売している場合もある。→#同一エンジンで複数のクランク位相を販売する例

### 4ストロークエンジン
4ストロークエンジンは2回転(720度)で1サイクルが完了するので、点火間隔の違いを含めて0～360度のクランク位相角が定義される。

#### 360度
二つのピストンが同時に上下する。単気筒と全く同じ回転バランスとなるのでバランサーを追加しないと一次振動が大きい。クランクピンが同軸であるにもかかわらず0度でなく360度なのは点火間隔を基準にしている為である。（0度の場合は2気筒同時点火となり、慣性トルクだけでなく燃焼トルクまで単気筒と同じ回転バランスとなる）点火間隔は等間隔であり排気干渉が無いため、集合マフラーとすることで軽量化、高回転高出力化できる。軽自動車用エンジンとして広く使われた。初代ホンダ・ライフに一次バランサー付きエンジンが採用された後に他社からも模倣したエンジンが登場した。
オートバイに搭載されるものでは、1930年以降世界を席巻していた英国製オートバイでは360度が主流で、独特の強い振動や音があり、好き嫌いは分かれる。小型エンジン、たとえばホンダ・CB92やホンダ・CM185の場合は振動はほとんど問題とならなかった。もっと大きな排気量のエンジン、たとえばYamaha TX750などでは振動を抑制するためにバランスシャフトを用いた。1978年-1984年のCB250NやCB400Nも360度クランクを用いた。
最近でもカワサキ・W650やトライアンフ・ボンネビル等に採用されている（ただし2016年式から270度に移行）。BMWでは2008年発売のBMW F series parallel-twinでは、第3のコネクティング・ロッドが一種のバランサーとして機能しており9000rpmまでは振動を抑制することに成功している。（F700シリーズ。現在のF850/750は270度に移行）。なお同社の主力のRシリーズの水平対向2気筒は、構造は大きく異なってもやはり等間隔点火であり、その結果ライダーが尻の下から感じるエンジンの感触には似ているところがある。

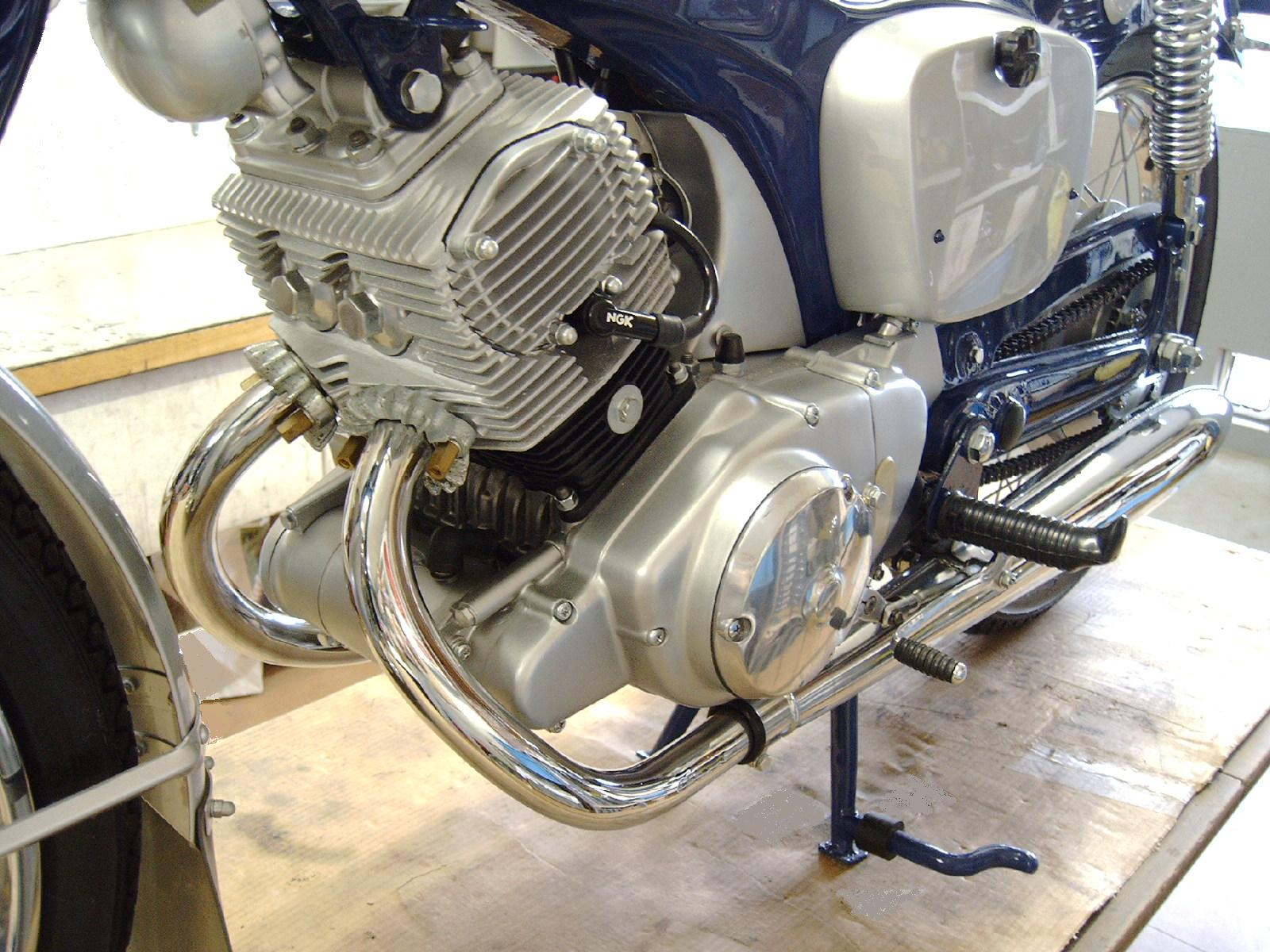
ホンダ・CB92の　360度クランク直列2気筒エンジン
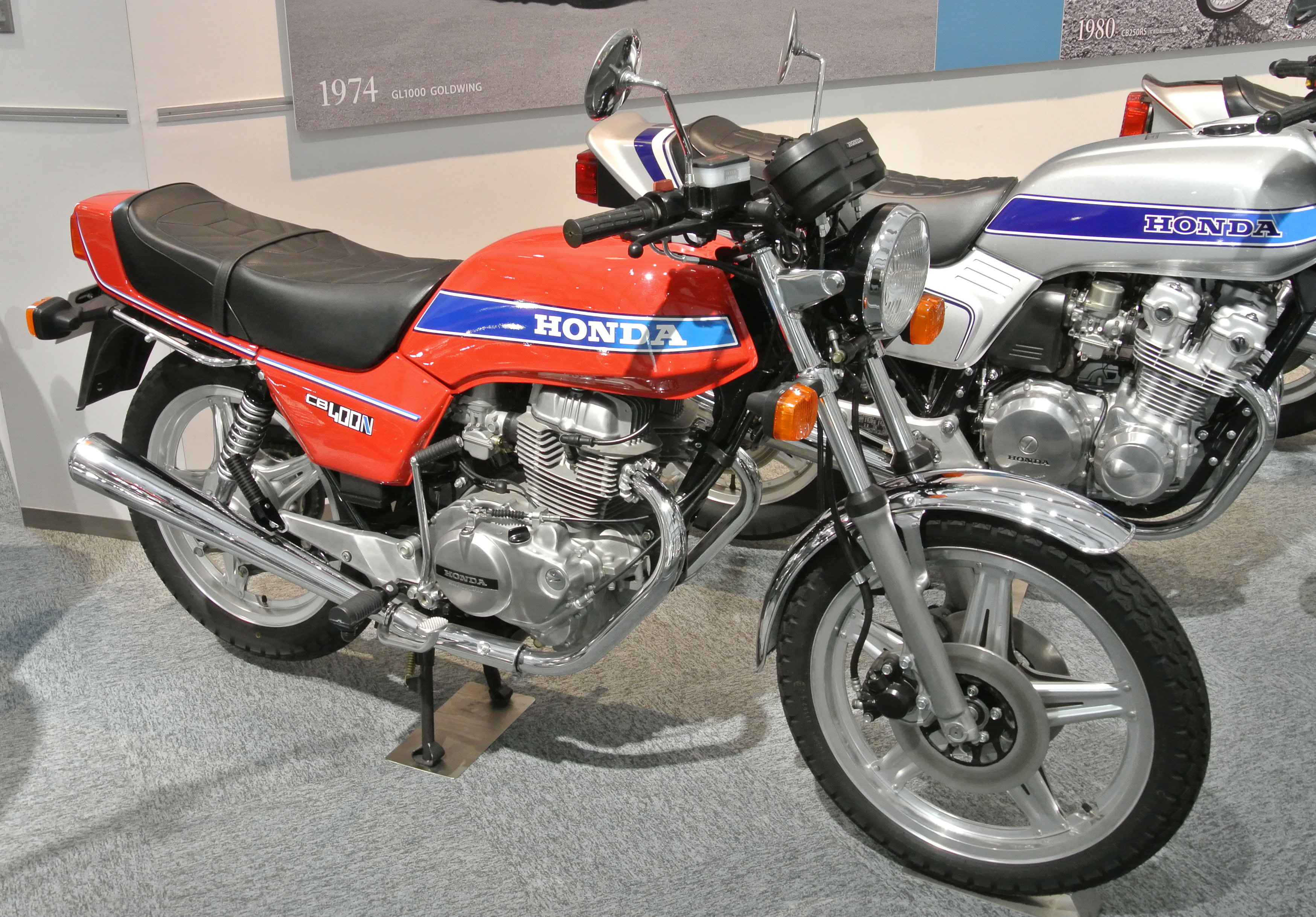
Honda CB400N
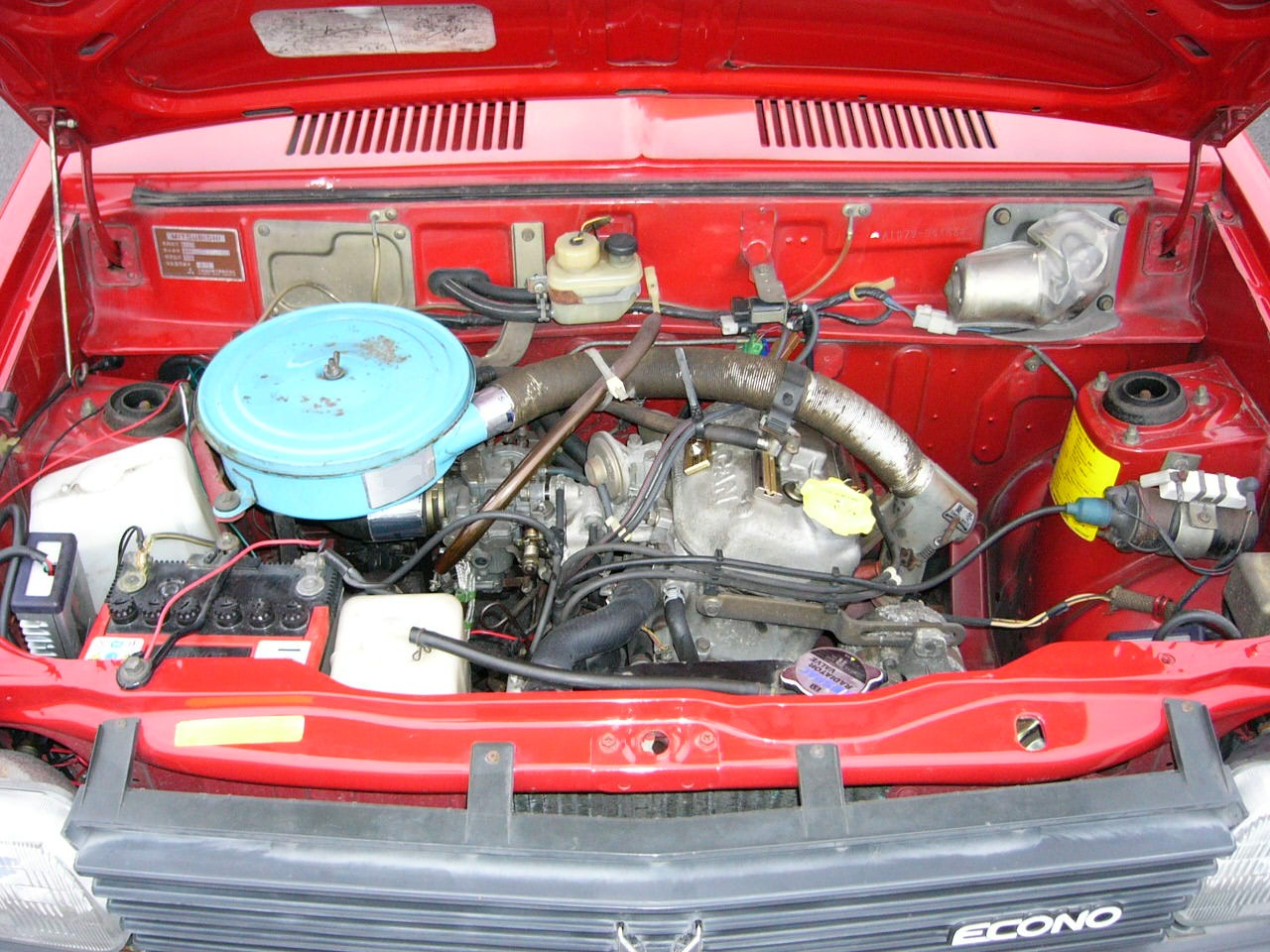
4代目 三菱・ミニカ用2G23型エンジン 360度クランク直列2

#### 180度

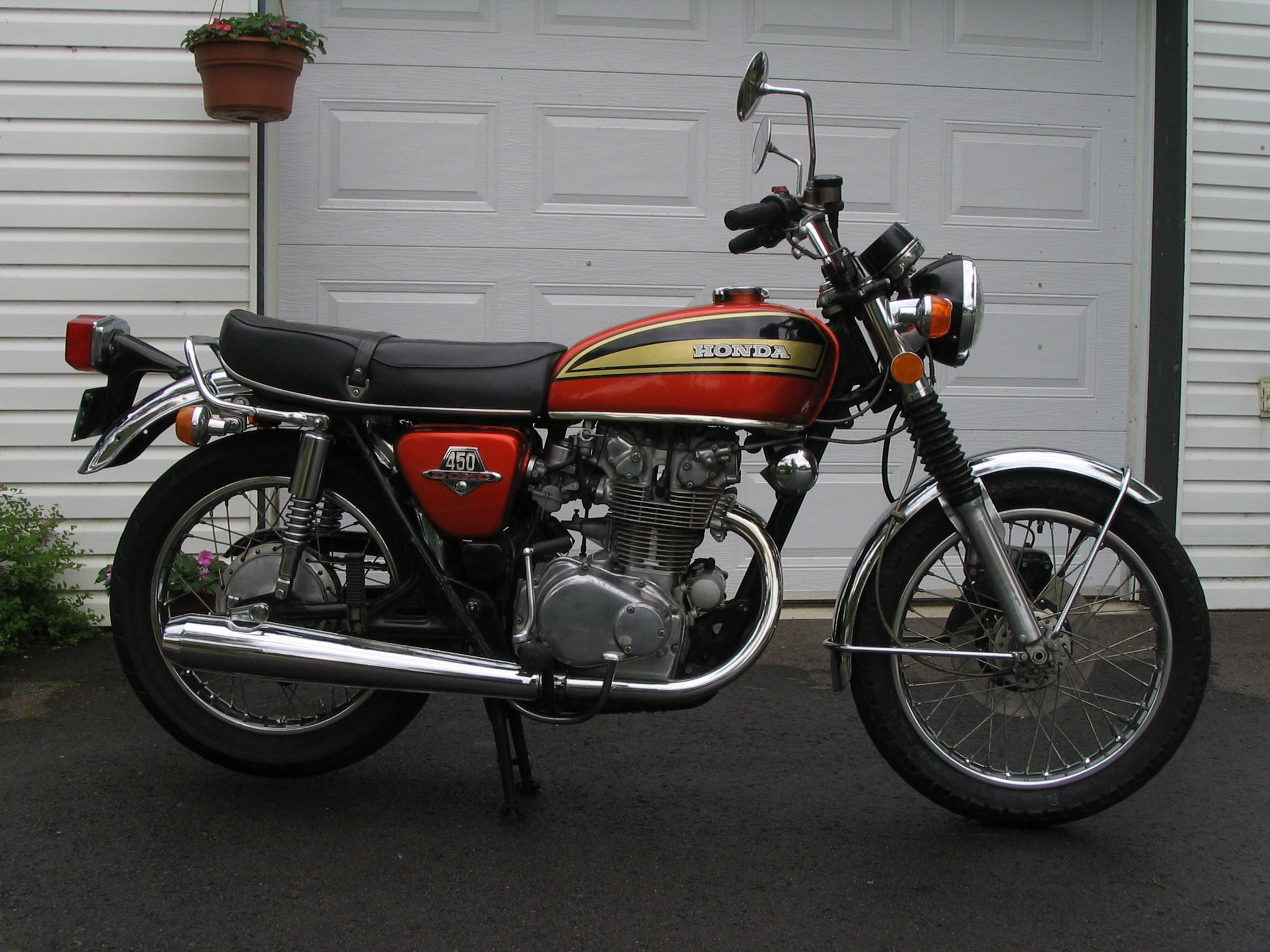
ホンダ・CB450 180度クランク直列2気筒

二つのピストンが交互に動くので、360度クランクと異なり一次偶力振動と二次振動が発生する。
点火間隔は180° - 540°と大幅な不等間隔になり、排気を集合すると干渉が発生する。しかしV型と異なり排気音に不等間隔という感触はない。
1960年代以降、日本のオートバイメーカーはこの180度クランクを好んで導入した。というのも、180度クランクは360度クランクよりも振動が少なく、高回転が可能で、高出力が得られたからである。たとえば、1966年製のHonda CB450の180度クランクのエンジン（日本国内仕様のみ360°クランクのType2も存在した）は排気量が450ccでありながら、当時の英国製バイクの排気量650ccの360度クランクエンジンとほぼ同等の出力で達成した。
1973年のYamaha TX500や1977年のスズキ・GS400は180度クランクとバランスシャフトを採用。1980年頃から直列2気筒エンジンは180度クランクが主流となった。二輪車の中～大排気量2気筒エンジンの主流が270度クランクに移行した現在でも、650cc以下の小～中排気量2気筒エンジンでは180度クランクが主流である。

#### 270度

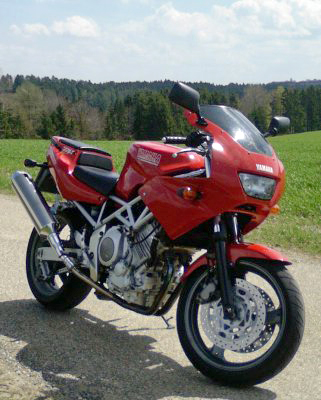
ヤマハ・TRX850 270度クランク直列2気筒

点火間隔がバンク角90度のV型2気筒エンジンと同じになり、不等間隔点火によるトラクション性能の向上がV型2気筒よりも前後方向にコンパクトな構成で享受できる。
オートバイではヤマハ・TRX850、トライアンフ・スクランブラー、ホンダ・NC、ヤマハ・MT-07等で使われている。近年では700cc以上の中～大排気量オートバイ用直列2気筒エンジンの主流となっている。

### 2ストロークエンジン
2ストロークエンジンは1回転(360度)で1サイクルが完了するので、クランク位相角を180度にした場合に点火が等間隔で振動も少ない非常にバランスの良いエンジンになる。そのため、他の位相角はまず用いられない。

2ストロークエンジンでの特異な例として、カワサキがKRロードレーサーなどで、単気筒を横置きで前後に2つ並べたレイアウトを持つエンジンをタンデムツイン＝直列2気筒と称して採用していた。
ただしこれは車体の前後にシリンダーが並ぶ事から直列と呼ばれてはいたが、エンジン単体としては直列（クランクシャフトが同軸）ではない。クランクシャフトが2軸となるので真の意味での並列2気筒と言えるが、慣例としてオートバイ業界ではクランクシャフトを無視してシリンダー配置が横（Y軸）並びならば並列、前後（X軸）並びならば直列と定義する場合が多く、横置き直列エンジンの事を並列と呼ぶ事がむしろ一般的となっている。（カワサキは現在でも正式に表記）そのため市販レーサーレプリカであるカワサキ・KRシリーズのカタログでは、横置き並列2気筒（タンデムツイン）エンジンのKR250は「直列2気筒」、逆に後継である横置き直列2気筒エンジンのKR-1は「並列2気筒」と記されていた。しかし、タンデムツインは非常に稀なエンジンなのでほとんど問題にされていない。
また、片山産業がかつて製造していたオリンパス・スーパーツインでは、2ストローク直列2気筒エンジンのシリンダーを前方に90度倒したものを水平並列2気筒と呼んでいた。

### 外燃機関
古くは、世界最初の自動車であるキュニョーの砲車が、蒸気機関のシリンダー2つを直列に搭載した直列2気筒エンジンであった。

## 同一エンジンで複数のクランク位相を販売する例
4ストロークエンジンでは、本田技研工業が製造したドリームCB72スーパースポーツ用のエンジンでは「Type1」と「Type2」なる2種類をラインナップし、同一エンジンながらも前者は180度クランク、後者は360度クランクとし差別化を図った。後年にCB72と同社が同様の商品展開を行ったモデルとしてCB450K0の日本国内仕様、CB125T(180度クランク)とCD125T(360度クランク)が存在する。